# Villejuif - Louis Aragon (metrostation)
Villejuif - Louis Aragon is een station van de metro in Parijs langs metrolijn 7 en tramlijn 7, in de Parijse buitenwijk Villejuif.

## Geschiedenis
Het station is geopend op 28 februari 1985, als eindpunt van metrolijn 7. Het station is genoemd naar de Franse dichter en schrijver Louis Aragon.
Sinds 16 november 2013 is het station het beginpunt van tramlijn 7, die als verlenging van metrolijn 7 gezien kan worden.

## Ligging

### Metrostation
Het metrostation ligt onder de Boulevard Maxime Gorki, ten zuiden van de kruising bij de Avenue Louis Aragon.

### Tramhalte
De tramhalte ligt op de Boulevard Maxime Gorki.

## Aansluitingen
- RATP-busnetwerk: acht lijnen
- Valouette: een lijn
- Daniel Meyer: een lijn
- Noctilien: twee lijnen

La Courneuve - 8 Mai 1945 · 
Fort d'Aubervilliers · 
Aubervilliers - Pantin - Quatre Chemins · 
Porte de la Villette · 
Corentin Cariou · 
Crimée · 
Riquet · 
Stalingrad · 
Louis Blanc · 
Château-Landon · 
Gare de l'Est · 
Poissonnière · 
Cadet · 
Le Peletier · 
Chaussée d'Antin - La Fayette · 
Opéra · 
Pyramides · 
Palais Royal - Musée du Louvre · 
Pont Neuf · 
Châtelet · 
Pont Marie · 
Sully - Morland · 
Jussieu · 
Place Monge · 
Censier - Daubenton · 
Les Gobelins · 
Place d'Italie · 
Tolbiac · 
Maison Blanche

Zuidelijke tak: Le Kremlin-Bicêtre · 
Villejuif - Léo Lagrange · 
Villejuif - Paul Vaillant-Couturier · 
Villejuif - Louis Aragon

Zuidoostelijke tak: Porte d'Italie · 
Porte de Choisy · 
Porte d'Ivry · 
Pierre et Marie Curie · 
Mairie d'Ivry